# Agatha Christie: E non ne rimase nessuno
(Patrick Naracott all'inizio del secondo capitolo)
Agatha Christie: E non ne rimase nessuno è un'avventura grafica del 2005, sviluppata da AWE Productions e pubblicata da The Adventure Company. È il primo gioco della serie di Agatha Christie. La storia è basata sulla trama del romanzo di Agatha Christie Dieci piccoli indiani, con la sola differenza della conclusione. Nell'edizione americana del gioco è stato incluso anche il romanzo.

## Trama
Il gioco inizia con Patrick Narracott che trasporta otto invitati su un'isola al largo del Devon: Vera Claythorne, Philip Lombard, William Henry Blore, Edward George Armstrong, il giudice Lawrence Wargrave, Emily Brent, il generale Marcatuhr e Anthony Marston. Mentre Narracott sta per tornare a casa, scopre che la sua barca è stata sabotata ed è quindi costretto a entrare nella casa dove si catapulterà in una nuova avventura. Entrato in casa, Patrick nota una filastrocca attaccata sopra il camino, Dieci piccoli marinai; grazie a Philip Lombard, scopre poi che è stato Blore a sabotare la sua barca, credendolo Fred Narracott, il fratello di Patrick. Il campanellino della cena da a Patrick una possibilità di indagare su tutti gli invitati, compreso la servitù, composta dai coniugi Ethel e Thomas Rogers, e il misterioso proprietario dell'isola, U.N.Owen (il nome è un gioco di parole ovvero Unkown, "Sconosciuto", oppure Ulick Norman Owen o Una Nancy Owen). Dopo la cena, Rogers fa partire un disco che accusa tutti gli ospiti e la servitù di essere assassini, escluso Narracott. La signora Rogers sviene, e tutti gli ospiti vengono interrogati sugli assassinii da loro commessi, ma poi il giovane Anthony Marston muore avvelenato, e il dottor Armstrong ipotizza che la morte sia avvenuta a causa di cianuro di potassio, che agisce all'istante. Molti degli ospiti pensano che Marston si sia suicidato, e poco dopo, Rogers dice a tutti che le statuine del centrotavola (i dieci piccoli marinai) sono diventate nove. Narracott indaga nottetempo, e il giorno dopo, il dottor Armstrong afferma che la signora Rogers è morta nel sonno e le statuine del centrotavola ora sono otto. Blore e Lombard (che afferma di possedere un revolver) decidono di esplorare l'isola alla ricerca del misterioso U.N Owen. A cena, Blore trova il cadavere del generale Mackenzie in riva alla spiaggia, colpito alla nuca con un oggetto contundente: adesso le statuine sono sette. Arrivati a questo punto, Wargrave afferma che uno di loro è l'assassino, poiché sull'isola non c'è traccia di Owen.
(Giudice Wargrave)
Narracott decide di interrogare i sette superstiti, tra i quali ognuno sospetta l'altro. La signorina Brent sospetta di Blore e addita Wargrave come la prossima vittima; Armstrong sospetta della signorina Brent; il giudice sospetta di Lombard e lo addita come prossima vittima; Lombard sospetta del giudice e addita Narracott come prossima vittima; Vera afferma che la prossima vittima sarà Philip e l'assassino il dottor Armstrong, poiché ha scoperto subito che Marston è stato avvelenato a causa di cianuro di potassio e che la signora Rogers è morta per arresto cardiaco dopo che lui le ha dato un sedativo leggero; Rogers sospetta di Vera e del prossimo a morire la signorina Brent; Blore invece sospetta che Rogers sia la prossima vittima. Il mattino seguente, la porta della sala da pranzo viene trovata chiusa (Rogers l'aveva chiusa per evitare la rottura di altre statuine) e si scopre che la signorina Brent e Rogers sono scomparsi; la donna viene ritrovata poco dopo fuori mentre Rogers viene ritrovato morto tagliato in due con la chiave della sala da pranzo in mano.
Narracott: Tagliato in due!

Blore: Morto, naturalmente.»
(Dialogo tra Narracott e Blore vedendo il cadavere di Rogers)
Capendo ormai che Owen prende ispirazione dalla filastrocca "Dieci piccoli marinai", tutti capiscono che la prossima vittima sarà la signorina Brent: nella filastrocca si cita delle punture d'api, alle quali la donna è allergica. La signorina Brent rifiuta la protezione degli altri, mentre Narracott tenta invano di lasciare l'isola con un deltaplano. Poco dopo viene trovato il cadavere della signorina Brent vicino all'apiario, punta da tante api, e le statuette diventano cinque. Il giudice convince Lombard a prendere il revolver, e insieme a Blore lo va a prendere. Narracott interroga Wargrave, Vera e Armstrong per sapere chi secondo loro ha portato la signorina Brent all'apiario: i sospetti ricadono su Vera che lascia immediatamente la stanza. Narracott raggiunge la stanza di Lombard e si scopre che il revolver è scomparso; gli ospiti vengono perquisiti ma nessuno ha con sé l'arma. La sera, sotto il piatto di Narracott, Blore scorge un nome: Solidamide, un veleno mortale. Nel frattempo, salta il generatore di corrente, e Vera sale in camera sua per prendere uno scialle: all'improvviso si sente un grido provenire dal piano di sopra e poco dopo uno sparo. Il giudice Wargrave viene trovato morto nella sala da pranzo, con in testa la lana grigia della signorina Brent. Narracott riesce a riparare il generatore di corrente e a trovare l'antidoto, ma ora le statuine sono quattro. Più tardi, Vera dice che aveva sentito un'alga toccarle la gola. Nella tarda mezzanotte, qualcuno esce dalla porta principale: Blore insegue il tipo mentre si scopre che Armstrong e il corpo del giudice sono scomparsi, e adesso le statuine sono tre.
Lombard: Forse l'ha portata Owen.

Narracott: Dalla terrazza in pieno giorno? Possibile che nessuno se ne sia accorto nessuno? Per portarla in casa ci vorranno almeno due di noi!

Lombard: C'è una cosa che qualcuno non ha mai pensato: e se Owen avesse un complice?»
(Dialogo tra Patrick e Philip guardando il corpo della signorina Brent)
I superstiti decidono di fare qualcosa: Blore e Narracott cercheranno Armstrong, Lombard si occuperà di un falò per avvertire la terraferma e Vera si rinchiuderà in camera. Patrick trova il cadavere del giudice nella sala di proiezione, ucciso dal testo giuridico scritto da lui stesso; più tardi troverà anche il corpo di Blore sul retro della biblioteca, morto a causa di un orologio di marmo che gli è cascato sulla testa, e poi anche quello di Armstrong, in riva al mare, morto da molte ore. Ormai sull'isola sono rimaste tre persone, di cui una è l'assassino; Narracott si ricorda dell'ultimo pezzo della filastrocca, Uno si sciolse..., e corre in cima alla scogliera per salvare Lombard da un'esplosione causata dal falò.
(Patrick Narracott)
Salvato da Patrick, Lombard dice che il suo vero nome è Charles Morley, e che Philip era un suo amico; Morley è convinto che l'assassino è Vera, ma non Narracott che chiede a Lombard/Morley di fingere di essere morto per confondere l'assassino. Patrick rientra in casa per porre fine a questa storia.
(Philip Lombard\Charles Morley)
Narracott raggiunge la stanza di Vera dove nota un cappio al centro della sala. Nel frattempo, entrando nella stanza, assiste alla conversazione tra Vera e l'assassino, Emily Brent, o meglio Gabrielle Steele, l'attrice americana che comprò l'isola.
Gabrielle Steele: Ho sempre avuto delle chiavi di riserva, in quanto precedente, anzi proprietaria della casa

Vera: Proprietaria della casa?»
(Dialogo finale)
Gabrielle afferma di aver ucciso la vera Emily Brent due settimane prima e di averne preso il posto per il weekend: è riuscita a entrare nella sala da pranzo grazie al duplicato delle chiavi e a staccare la quarta statuina (che in precedenza Rogers aveva chiuso per evitarne la rottura) e rivela di non essere allergica alle api (grazie alla sua carriera d'attrice è riuscita a fingere la sua morte e di aver usato l'Unguento Universale Bellman per non sentire troppo dolore); inoltre non fu lei ad uccidere il giudice nella sala da pranzo la sera prima, perché fu tutta una finzione ideata da Armstrong e lui stesso per incastrare l'assassino, e che lo aveva ucciso per vendicare il fidanzato Edward Seton, che fu condannato a morte dopo un processo di Wargrave. Steele aggiunge che dopo la conversazione l'attrice morirà e Vera s'impiccherà per completare la filastrocca: Vera avverte la Steele dicendole che se la uccide, verrà fermata da Patrick e arrestata, ma la donna non sembra affatto spaventata, dato che dopo aver ucciso Narracott, lei si ucciderà e, se i soccorsi arriveranno, troveranno dieci cadaveri e una persona rimasta sull'isola, che verrà processata e impiccata. Patrick accorre in soccorso e riesce a uccidere la Steele impiccandola: i tre rimasti attendono i soccorsi, dove ritorneranno a Stickeleven. Arrivati, Patrick dice che suo fratello si costituirà grazie alle loro confessioni; dopo aver salutato Charles Morley, i due si innamorano.
Subito dopo, si potrà scoprire il vero finale di "E non ne rimase nessuno", prendendo l'ultimo piccolo marinaio e posizionandolo sul registratore del cinema: si ascolta così la confessione del giudice Wargrave.
rimasto tutto solo,

si sposò e nessuno ne restò»
(Patrick Narracott inventa un finale alternativo alla filastrocca)

## Modalità di gioco
E non ne rimase nessuno è un'avventura punta e clicca con una prospettiva in terza persona. La maggior parte degli elementi interattivi consiste nel porre domande agli altri personaggi, nel raccogliere oggetti e nel combinarli tra loro, e nel risolvere i pochi enigmi, di cui pochi veri e propri. Il giocatore può deporre gli oggetti nell'inventario, attraverso il quale può combinarli ed esaminarli. Il cursore è context-sensitive (sensibile al contesto), cioè cambia forma quando lo si porta su un oggetto interattivo. Il gioco sfrutta il motore grafico 2.5D, che combina il rendering in due dimensioni degli sfondi con i personaggi in 3D.
Il gioco si divide in 10 capitoli, raccolti in una storia lineare dove si procede solo concludendo tutte le operazioni necessarie. Alcune azioni possono essere compiute in tempi diversi, altre invece risultano inutili ai fini della soluzione, così come alcuni oggetti non vengono mai utilizzati.

## Finale
La storia si conclude con il salvataggio degli ultimi tre personaggi, che risultano innocenti. Esistono però altri quattro finali:
- Nel capitolo nove, se si corre subito alla "Roccia del Relitto", troveremo Lombard ancora in vita e Narracott riuscirà a salvarlo; Lombard però dirà di essere Charles Morley e che Philip si è suicidato. Se poi si decide di salvare anche Vera, tutti e tre torneranno a casa e il fratello di Patrick potrà essere scagionato. Tra Narracott e Vera nascerà una storia d'amore.
- Se nel capitolo nove, non si va subito sulla scogliera, Lombard sarà già morto (e non scopriremo il suo vero nome). Se si salva Vera, il fratello di Patrick potrà essere scagionato ugualmente e i due si innamoreranno lo stesso. Patrick però si dispiacerà per non aver salvato anche Philip, ma Vera lo consola dicendo che "era responsabile della morte di ventuno uomini e che la sua morte era giusta".
- Se si va subito sulla scogliera nel penultimo capitolo, Morley verrà salvato. Tuttavia, se non si salva Vera (ciò avviene fuggendo dal bagno o dalla porta della camera), la Steele le sparerà uccidendola, riferendosi poi al protagonista "l'hai uccisa tu!" prima di gettare l'arma. Parte poi il combattimento in cui l'assassino finisce impiccato e Patrick e Charles tornano al porto. Fred verrà ugualmente scagionato.
- Se non si salva subito Philip, ormai sarà morto. Se poi si fugge dalla camera di Vera, morirà anche lei e infine morirà Gabrielle Steele. Non si sa come Narracott torni a casa senza che venga accusato di aver ucciso 10 persone. Nell'ultima scena, Patrick dice al fratello che se avesse salvato almeno una di quelle persone, avrebbero potuto avere la confessione di Blore in cui lui non c'entrava niente. I due fratelli prenderanno un taxi e fuggiranno per l'Australia.

## Accoglienza
L'aspetto grafico è stato duramente criticato in quanto "arcaico e sorpassato", soprattutto per quanto riguarda la realizzazione dei personaggi che "sembrano essere stati programmati dieci anni prima dell'uscita del gioco". Invece sono stati lodati altri aspetti del gioco, come l'interazione e i dialoghi tra i personaggi, così come la storia che "risulta davvero intrigante".

## Differenze fra il videogioco e il romanzo
- Nel videogioco il generale si chiama Mackenzie, nel romanzo si chiama Macharthur.
- Nel videogioco l'avvocato Morris si chiama Archibald, nel romanzo si chiama Isaac.
- Nel videogioco l'attrice Gabrielle fa di cognome Steele, nel romanzo Turl. Inoltre nel videogioco lei appare, nel romanzo è solo citata.
- Nel videogioco il barcaiolo è Patrick Narracott, nel romanzo è suo fratello Fred Narracott.
- Nel videogioco l'isola si chiama Isola dei naufragi, per via di una roccia a forma di relitto; nel romanzo si chiama Nigger Island perché ha la forma di una testa di negro.
- Nel videogioco il barcaiolo rimane bloccato sull'isola perché Blore sabota la sua barca, nel romanzo non succede niente del genere.
- Nel videogioco viene accennato il veleno Solidamide, che rischia di uccidere Narracott; nel romanzo non succede.
- Nel videogioco appaiono la biblioteca e la sala di proiezione, nel romanzo non se ne parla.
- Nel videogioco è Blore che scopre della morte del generale Mackenzie, nel romanzo è Armstrong.
- Nel videogioco Thomas Rogers viene tagliato in due, nel romanzo viene ucciso da un colpo d'ascia che gli spacca il cranio.
- Nel videogioco Emily Brent viene trovata morta nell'apiario punta da tante api, nel romanzo viene trovata morta avvelenata nella sala da pranzo.
- Nel videogioco Lawrence Wargrave viene trovato morto prima nella sala da pranzo, poi nella sala di proiezione; nel romanzo viene trovato morto solo nella sala da pranzo.
- Nel videogioco Philip Lombard ritrova il suo revolver subito dopo l'assassinio di Wargrave, vicino alle scale, nel romanzo lo ritrova il giorno dopo nel cassetto del suo comodino.
- Nel videogioco Philip Lombard muore a seconda di un'azione del giocatore, nel romanzo Vera gli spara credendolo l'assassino.
- Nel videogioco Philip Lombard afferma di essere in realtà Charles Morley (particolare apparso anche in molti film ispirati al romanzo), nel romanzo non dice niente di tutto ciò.
- Nel videogioco l'assassina è Gabrielle Steele, proprietaria dell'Isola dei Naufragi; nel romanzo l'assassino è il giudice Lawrence Wargrave.
- Nel videogioco Gabrielle Steele finge di essere Emily Brent, che uccise due settimane prima; nel romanzo non succede niente del genere.
- Nel videogioco Vera Claythorne viene uccisa da Gabrielle Steele con il revolver, a seconda di che azione compie il giocatore nel finale; nel romanzo si suicida impiccandosi.